# Uruguayischer Nationalrat
Der Nationale Regierungsrat (spanisch Consejo Nacional de Gobierno) war die Regierung Uruguays von 1952 bis 1967/68.

## Geschichte
Durch ein Verfassungsgesetz vom 26. Oktober 1951 und durch eine am 16. Dezember 1951 abgehaltene Wahl der Bevölkerung von Uruguay wurde die bestehende Verfassung der Republik Uruguay aus dem Jahre 1934, in der vorliegenden Fassung vom 29. November des Jahres 1942, durch eine neue Verfassung bestehend aus 332 Artikeln ersetzt. Die Wahl erfolgte nach dem politischen System des Landes, durch das Proportionalsystem in der demokratischen Präsidialrepublik Uruguay.
Dadurch politisch bestimmt, übernahm im Jahre 1952 der aus neun Mitgliedern bestehenden Regierungsnationalrat der Republik Uruguay die Ausübung der Exekutive und somit übernahm dieser die Aufgaben des Präsidenten Uruguays. Den Nationalrat bildete ein neun Köpfe zählendes Kollegium aus den zwei stärksten bei der Wahl hervorgegangenen Parteien des Landes. Dabei stellte die jeweilige Partei mit dem am besten erzielten Wahlergebnis sechs und die Partei mit dem zweitbesten Wahlergebnis drei Parteimitglieder im Nationalrat.
Der Hauptgrund für das Entstehen des Nationalrats kann in den politischen Errungenschaften und dem Ansehen des Landes während des 20. Jahrhunderts unter José Batlle y Ordóñez gesehen werden. Dazu kommt eine Bevölkerung, die überwiegend demokratiefreundlich ihr Regierungssystem wahrnahm und wahrnimmt. Die Erinnerung an die Lage Uruguays unter einem Caudillo wie es Gabriel Terra gewesen war, dürfte dabei ebenfalls nicht unterschätzt werden.
Erster Vorsitzender im Kollegium des Consejo Nacional de Gobierno wurde Andrés Martínez Trueba. Am 27. November 1966 stimmten per Wahl ca. 59 % der stimmberechtigten Bevölkerung Uruguays für eine erneute Verfassungsänderung des Landes. Mit der neuen Landesverfassung aus dem Jahre 1967 endete das politische Wirken des Regierungsnationalrates und es fanden wieder erstrebte freie und faire Wahlen im Jahre 1968 statt, die von der liberal geltenden Partido Colorado gewonnen wurden, deren Mitglied wiederum José Batlle y Ordóñez war.

## Präsidenten desConsejo Nacional de Gobierno
(ab dem 1. März des jeweiligen Jahres)
1952 Andrés Martínez Trueba (Partido Colorado, Lista 15)
1955 Luis Batlle Berres (Partido Colorado, Lista 15)
1956 Alberto Fermín Zubiría (Partido Colorado, Lista 15)
1957 Arturo Lezama (Partido Colorado, Lista 15)
1958 Carlos L. Fischer (Partido Colorado, Lista 15)
1959 Martín Echegoyen (Partido Nacional, Herrerismo).
1960 Benito Nardone (Partido Nacional, Liga Federal de Acción Ruralista)
1961 Eduardo Víctor Haedo (Partido Nacional, Herrerismo)
1962 Faustino Harrison (Partido Nacional, Liga Federal de Acción Ruralista)
1963 Daniel Fernández Crespo (Partido Nacional, Unión Blanca Democrática)
1964 Luis Giannattasio (Partido Nacional, Unión Blanca Democrática)
1965 Washington Beltrán Mullin (ab dem 7. Februar 1965 nach dem Tod Giannattasios) (Partido Nacional, Unión Blanca Democrática)
1966 Alberto Héber Usher (Partido Nacional, Herrerismo)